# Sœurs de Saint-Thomas de Villeneuve

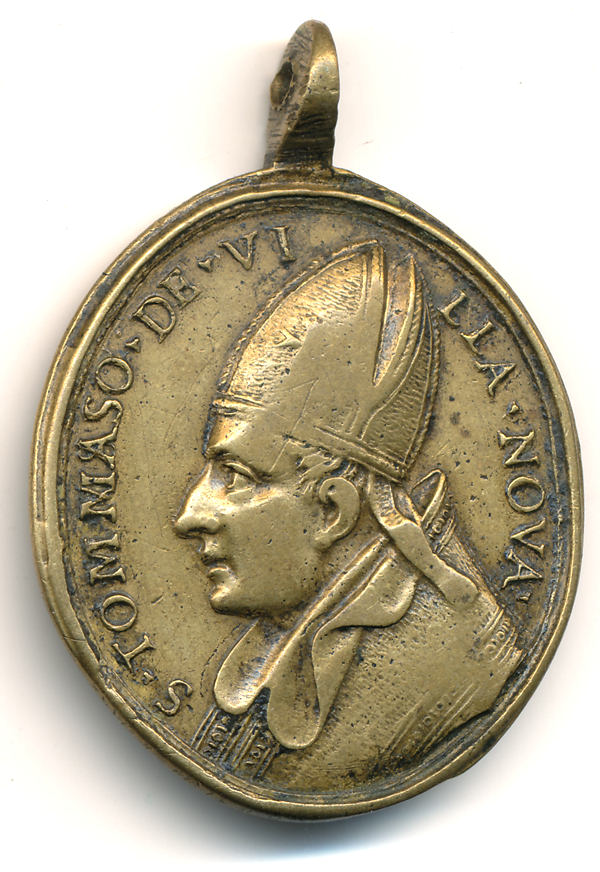
Médaille portant l'effigie de saint Thomas de Villeneuve.

La congrégation des Sœurs de Saint-Thomas de Villeneuve, dite aussi « Sœurs hospitalières de Saint-Thomas de Villeneuve » a été fondée en 1661. Leur nom fait référence à Thomas de Villeneuve (1486-1555), archevêque de Valence (Espagne), canonisé en 1658.
Une autre branche a été fondée en 1786 par mère Pauline Pinczon du Sel dans le Midi de la France, sous le nom de congrégation de Notre-Dame de Grâces dite de Saint Thomas de Villeneuve. Ses membres sont parfois surnommées Paulines. Les deux branches se sont réunies en 1984.

## Historique

### XVIIesiècle
La congrégation est fondée par Ange Le Proust (1624-1697), prieur du couvent des ermites de Saint Augustin de Lamballe pour remédier à l'état d'abandon des petits hospices de campagne, inspiré par l'évêque de Saint-Brieuc, Mgr de La Barde. Ange Le Proust invite un groupe de tertiaires augustines, dont il est le père spirituel, à travailler comme sœurs hospitalières infirmières à l'hospice de la Maison-Dieu de Lamballe. Le contrat entre l'hospice et la communauté date du 16 février 1661, mais c'est le 2 mars suivant (date considérée comme fondatrice) que l'institut se place sous le vocable de saint Thomas de Villeneuve, canonisé récemment en 1658.
Elles prononcent leurs premiers vœux en 1676 et, en 1683, elles sont agrégées, en tant que tertiaires, aux ermites de Saint Augustin. Elles se vouent au soin des malades, à l'enseignement et à l'œuvre des « refuges pour les filles perdues ». Elles ont à la fin du siècle trois noviciats, un en Bretagne, un à Paris et un dans le Poitou. Elles administrent une vingtaine d'établissements, dont une majorité en Bretagne. On compte notamment parmi ceux-ci la première prison de la Madeleine, à Pontaniou (Brest), dédiée à l'incarcération des « filles connues pour avoir commerce avec les matelots et les soldats ». La maison-mère s'installe rue de Sèvres à Paris en 1698.

### XVIIIesiècle

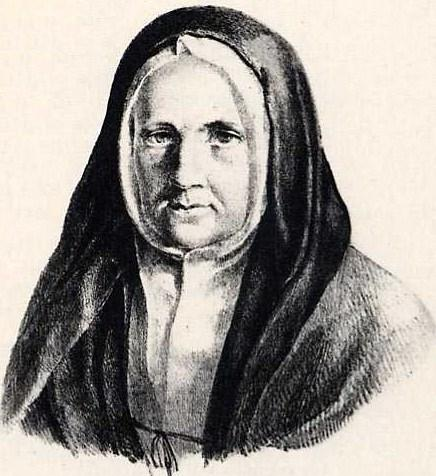
Mère Pauline Pinczon du Sel.

En 1720, quatre équipes de sœurs partent secourir les pestiférés à Marseille. Toutes succomberont des suites de la maladie, se sacrifiant pour leur mission. La peste frappe encore à Quimper en 1725, l’épidémie n’épargne pas les sœurs dont beaucoup meurent. En 1786, à la demande de Monseigneur de Boisgelin, archevêque d’Aix, trois sœurs sont envoyées en Provence. Elles se chargent d’un pensionnat de jeunes filles à Lambesc. Parmi elles, Pauline Pinczon du Sel fonde une nouvelle congrégation appelée congrégation de « Notre-Dame de Grâces dite Saint-Thomas de Villeneuve ».
En 1789, la Révolution disperse les sœurs qui, pour beaucoup, continuent les soins aux malades sous l’habit séculier. En 1792, les établissements pour filles pénitentes et les écoles charitables sont fermés.

### XIXesiècle
La congrégation se forme à nouveau après la Révolution et elle est reconnue civilement en 1810. Elle reçoit son Decretum laudis en 1860, sous le pontificat de Pie IX et ses constitutions sont définitivement approuvées par le Saint-Siège, le 18 juillet 1873.

### XXesiècle

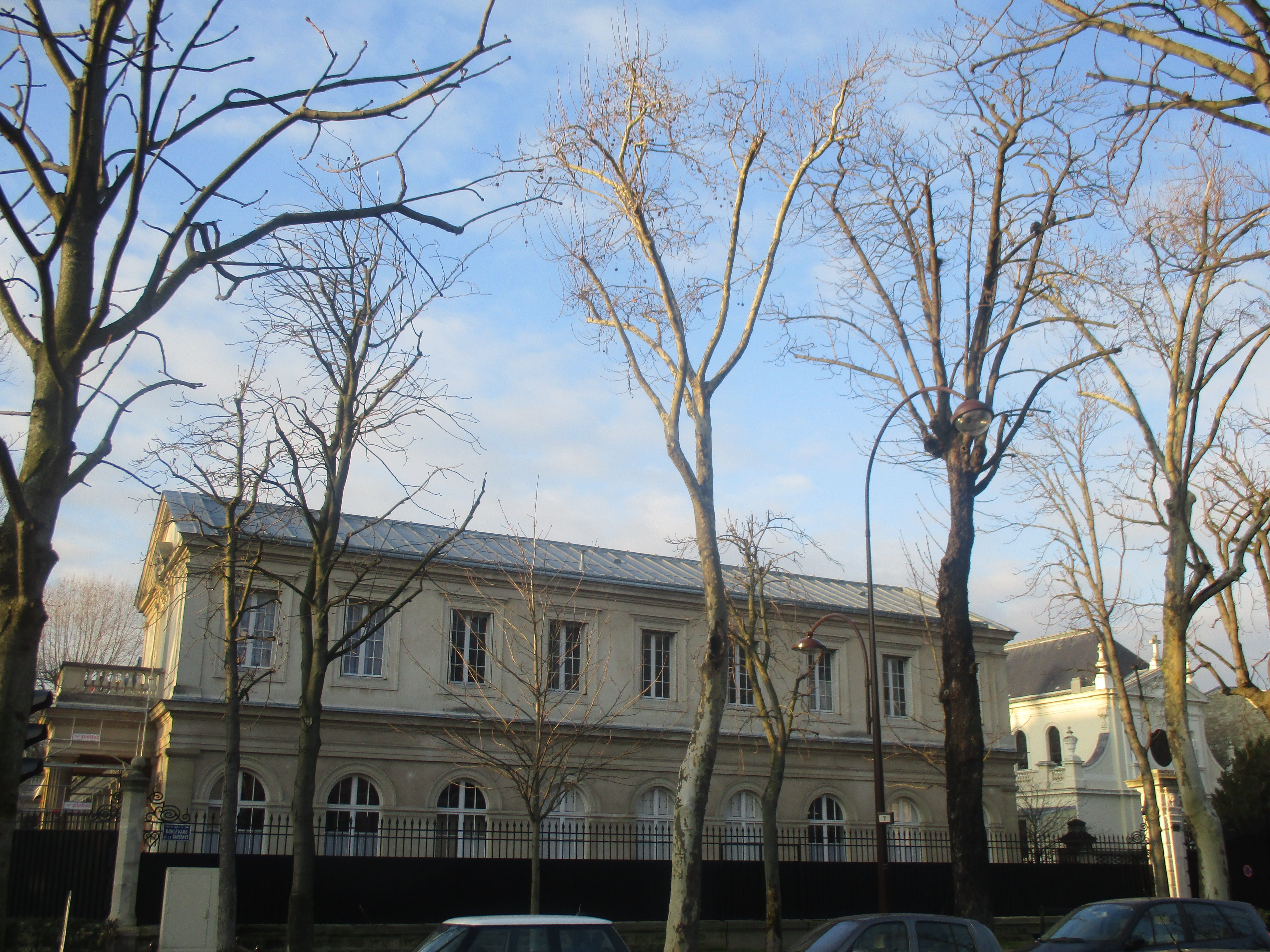
Maison-mère à Neuilly-sur-Seine.

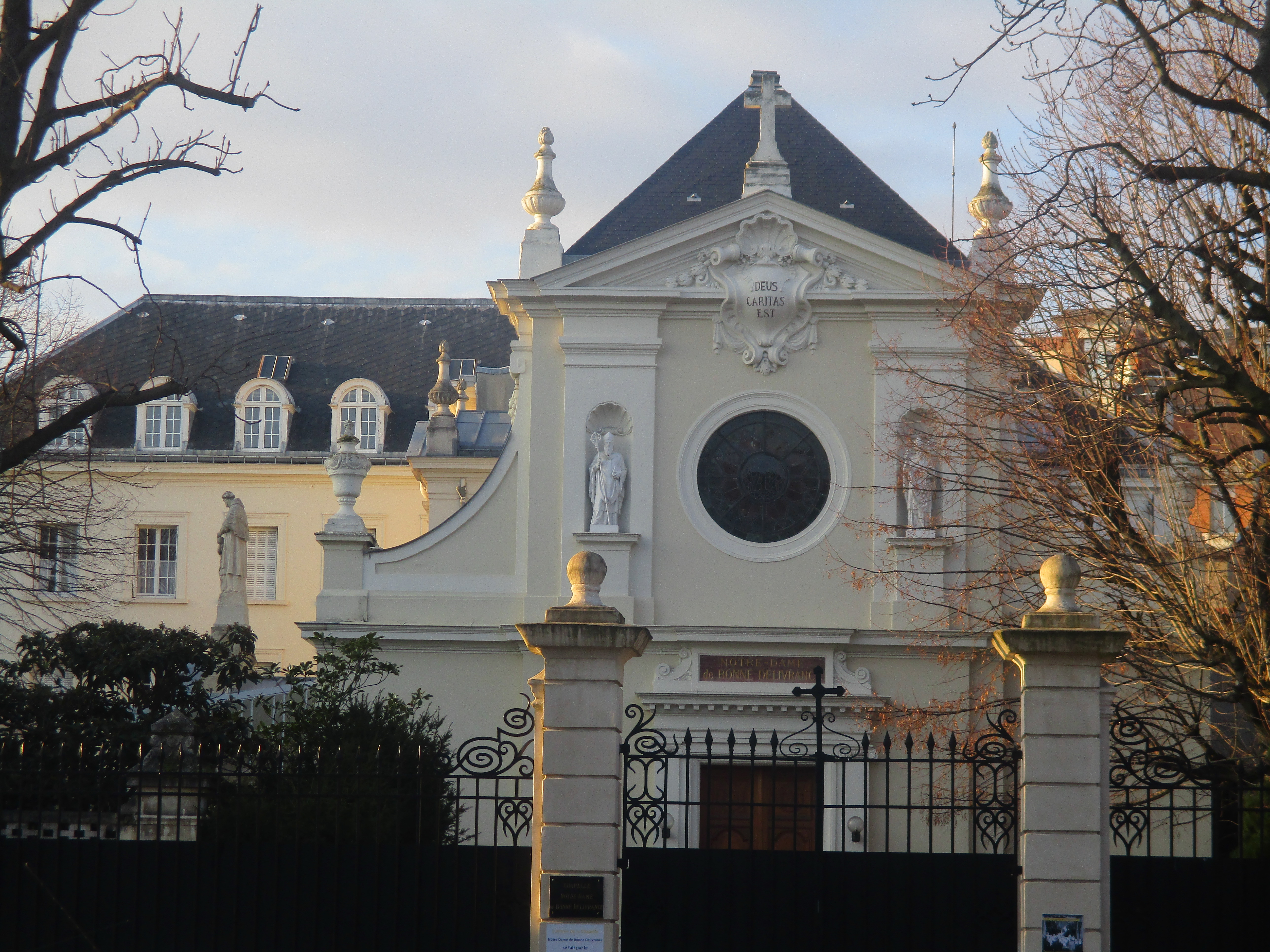
Chapelle Notre-Dame-de-Bonne-Délivrance.

Les religieuses sont expulsées par les lois anti-catholiques de la IIIe République en 1904. Elles ferment leurs écoles et pensionnats et se replient en Angleterre, où elles ouvrent trois pensionnats, et en Belgique, où elles ouvrent une maison.
Seules restent en France les religieuses hospitalières non touchées par la loi. Expropriées de leur maison-mère (25 et 27 rue de Sèvres, démolie en 1908) pour permettre le percement du boulevard Raspail, les « Dames hospitalières de Saint-Thomas de Villeneuve » achètent dès 1907 l'aile subsistante du château de Neuilly à Neuilly-sur-Seine pour y installer leur nouvelle maison-mère. La propriété comprend une chapelle vétuste qui est remplacée par la nouvelle chapelle Notre-Dame de Bonne Délivrance (1908-1910, Maurice Humbert architecte) donnant boulevard de La Saussaye.
Dans les années 1930, les religieuses exilées ont le droit de revenir en France, où elles ouvrent les premières écoles d'infirmières de la congrégation. Leurs hôpitaux de Brest et de L'Aigle sont détruits par les bombardements de 1944. Après la guerre, elles fondent des maisons aux États-Unis et en Afrique. En 1984, les Sœurs de la congrégation de Notre-Dame de Grâces s'unissent définitivement aux Sœurs de Saint-Thomas de Villeneuve de Paris. Les religieuses ouvrent leur première maison au Pérou en 1995 et au Bénin en 2002 ; les activités médico-sanitaires de l'Hôtel-Dieu de Pont-l'Abbé sont gérées par la congrégation, depuis novembre 2011.

### Anciennes maisons-mères
La maison-mère des Sœurs de Saint-Thomas de Villeneuve est depuis 1907/1908 établie au 52, boulevard d'Argenson à Neuilly-sur-Seine dans l'ancien château de Neuilly. Antérieurement, leur maison-mère était successivement située
- de 1669 à 1700 : à l'hôtel-Dieu de Lamballe en Bretagne
- de 1700 à 1908 : au 25/27 rue de Sèvres, à Paris (disparue).

## Activité et diffusion
Les religieuses ont toutes gardé un habit religieux, et sont actives dans l'enseignement chrétien, le soin aux malades et l'assistance aux personnes âgées. Elles sont présentes en France, au Sénégal, au Bénin et au Pérou. Leur maison généralice est à Neuilly-sur-Seine, 52 boulevard d'Argenson, où est vénérée une statue de Vierge noire dans leur chapelle, dite « Notre-Dame de Bonne-Délivrance ». Selon l'Annuaire pontifical de 2007, elles comptaient alors 230 religieuses dans 25 maisons. En 2016, selon la Conférence des religieux et religieuses de France, la congrégation ne compte plus que 160 religieuses et 16 maisons.

### Établissements scolaires

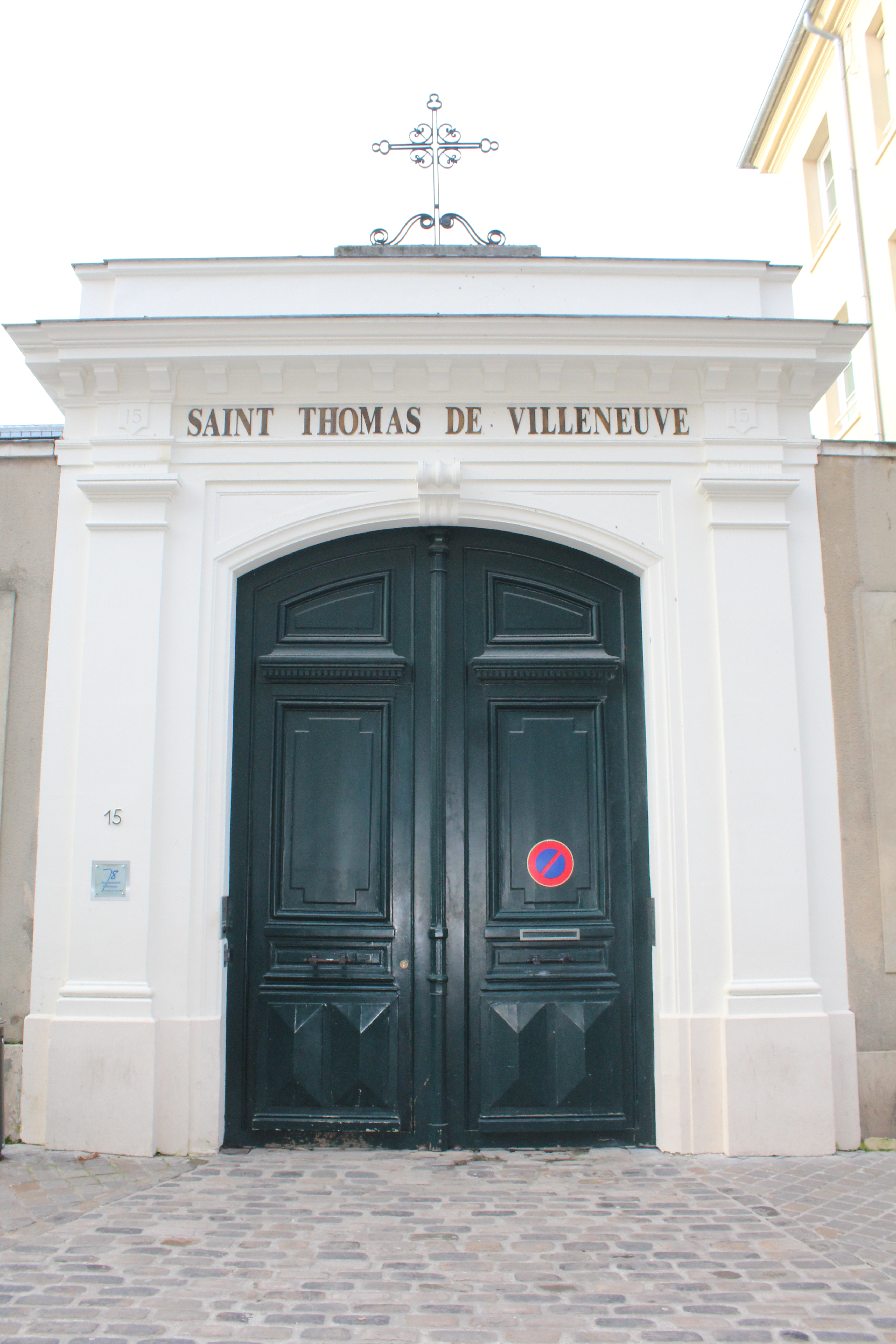
Entrée de l'Institut Saint-Thomas de Villeneuve de Saint-Germain-en-Laye.

- Bry-sur-Marne : Institut Saint-Thomas-de-Villeneuve
- Cannes : couvent et école, 20 rue Meynadier, de 1859 à 1939
- Chaville : Institut Saint-Thomas-de-Villeneuve
- Noyon : 1862-1904[7]
- Saint-Germain-en-Laye : Institut Saint-Thomas-de-Villeneuve. Il s'agit du plus ancien établissement scolaire de la commune. Il est créé en 1700 par Louis XIV pour l'instruction des jeunes filles de la cour de Jacques Stuart (1633-1701), réfugié à Saint-Germain ; géré par la Congrégation des Sœurs de Saint-Thomas de Villeneuve, il est situé à l'hôtel de Soissons, 15 rue des Louviers. Il porte alors le nom de « Pensionnat de la reine ». La chapelle ajoutée en 1786 est due à Antoine-François Peyre. Supprimé à la Révolution, rétabli sous l'Empire, exilé en Angleterre après la suppression des congrégations en 1904, transformé en hôpital militaire pendant la Grande Guerre, l'établissement rouvre en 1941 et devient après la Libération un collège puis un lycée. Il reste un établissement de la Congrégation des Sœurs[8],[9].
- Hyères : Groupe scolaire Maintenon
- Menton : Institut La Villa Blanche

### Établissements de santé
- Bain de Bretagne : hôpital Saint-Thomas-de-Villeneuve
- Baguer-Morvan : maison de retraite Saint-Thomas-de-Villeneuve
- Plougastel-Daoulas : maison de retraite Saint-Thomas-de-Villeneuve
- Moncontour-de-Bretagne : maison de retraite Saint-Thomas-de-Villeneuve
- Rennes : polyclinique Saint-Laurent
- Rennes : maison de retraite Saint-Thomas-de-Villeneuve
- Aix-en-Provence : centre de gérontologie Saint-Thomas-de-Villeneuve
- Lambesc : maison de retraite Saint-Thomas-de-Villeneuve

### Hôtellerie
- Loisy, près de Ver (Oise) : Centre de prières Saint-Sulpice. Ce centre doit fermer ses portes le 1er octobre 2017, faute de moyens financiers[10].

### Missions
- Sénégal : école et dispensaire de Mbodiene ; écoles et dispensaire de Djilas ; maison vocationnelle de Dakar ; centre L'Abri à Dakar pour enfants handicapés
- Pérou : centre de santé et atelier professionnel d'Iquitos
- Bénin : mission de Kilibo avec jardin d'enfants